# Richard Cohn-Vossen
David Hans Richard Cohn-Vossen (né le 30 septembre 1934 à Zurich) est un réalisateur et scénariste allemand.

## Biographie
Richard Cohn-Vossen est le fils de Stephan Cohn-Vossen, mathématicien allemand, d'origine juive et communiste. Avant l'arrivée des nazis, ce dernier était chargé de cours dans un gymnasium de Locarno, en Suisse. En 1934, il est professeur à Zurich. La même année, il se rend en Union soviétique, où en 1935 il devient professeur à l'université de Leningrad et employé à l'Institut de mathématiques Steklov et en 1936, après que l'institut soit transféré à Moscou. Il meurt d'une pneumonie le 25 juin 1936. Sa veuve, le docteur Elfriede Ranft, deviendra l'épouse de l'écrivain allemand, également communiste, Alfred Kurella de 1938 jusqu'à sa mort en 1957. Au début de la Seconde Guerre mondiale, ils sont évacués vers le village de montagne abkhaze de Pskhu (en), dans le Caucase. Son beau-père Alfred Kurella, resté à Moscou pendant la guerre, y viendra vivre en 1946. En URSS, il étudie d'abord la physique.
Après la mort de sa mère, il s'installe à Leipzig pour vivre avec son beau-père, abandonne la physique, travaille d'abord comme interprète pour la DEFA puis comme assistant des cinéastes Andrew Thorndike et Karl Gass, avant de réaliser ses propres films en 1966, comme des portraits de célébrités, mais aussi d'ouvriers industriels ou d'agriculteurs des LPG.
Son travail en Allemagne de l'Est prend fin lorsque Cohn-Vossen signe la résolution de Stephan Hermlin contre l'expulsion de Wolf Biermann, publiée le 17 novembre 1976 par douze écrivains de la RDA. Il ne cède pas à la demande de retrait de sa signature, son film Arbeiterfamilie in Ilmenau, qu'il vient de monter, n'est pas projeté. D'autres de ses films ne sont plus autorisés à sortir en salles. Cohn-Vossen dépose une demande pour quitter le pays et déménage en République fédérale en 1979.
Il travaille désormais pour la Norddeutscher Rundfunk. Il ne produit plus de films.
Heinz Müller produit une version modifiée du documentaire interdit Arbeiterfamilie in Ilmenau, qui soulève la question de l'aliénation du travail grâce à la technologie moderne, sous le nom de Porzelliner, qui est diffusé en salles avec l'approbation de l'État. Cohn-Vossen avait introduit clandestinement en République fédérale le premier montage de Arbeiterfamilie in Ilmenau. La DEFA-Stiftung (de) restaure la copie du film en 2011. Cette version est projetée pour la première fois le 5 septembre 2011 au cinéma Arsenal à Berlin.

## Filmographie
- 1959–1963 : Das russische Wunder (2 parties, réalisation, scénario)
- 1966 : Die Ballade von den grünen Baretten I (réalisation)
- 1966 : Robert Jackson klagt an II (réalisation)
- 1966-1967 : Paul Dessau (réalisation, scénario)
- 1968 : Fünf Kapitel über Werner Conrad – Bauer in der Kooperationsgemeinschaft Neuholland, eine Autostunde von Berlin – und seinen Traum vom Wasser (réalisation, scénario)
- 1968 : Erzählungen aus der neuen Welt (réalisation)
- 1970 : … damit es weitergeht (de) (réalisation)
- 1970 : Tag der Tiere (réalisation, scénario, bande originale)
- 1970 : Mathematiker (réalisation)
- 1971-1972 : Versuch über Schober (réalisation, scénario)
- 1972 : In Sachen H. und acht anderer (de) (réalisation, scénario)
- 1973 : Turek erzählt (de) (réalisation, scénario)
- 1974 : Nachtarbeiter – Berlin, Herbst 73 (réalisation, scénario)
- 1974 : Weggefährten – Begegnungen im 25. Jahr der DDR (de) (assistant réalisateur)
- 1975 : Monika (réalisation, scénario)
- 1975 : Gedanken zur Quadriennale (réalisation, scénario, narrateur)
- 1976 : Abgeordnete in Rostock – Im Vorfeld (réalisation, scénario, narrateur)
- 1977 : Arbeiterfamilie in Ilmenau (réalisation)